# 合唱吧！300
《合唱吧！300》為中国大陆腾讯视频、哇唧唧哇联合於2019年7月28日推出的音樂綜藝節目，由张大大主持。節目形式是由2007快乐男声、2009快乐女声、R1SE、草蜢乐队、火箭少女101、声入人心、大张伟、张信哲、毛不易、范丞丞共计10组歌手将以合唱发起人身份燃情加盟，各携300名歌迷共同展开最强互动演唱较量。

## VIP观众
- 陆思恒
- 袁成杰
- 影子
- 臧鸿飞

## 出演歌手
| 集數 | 播出日期 | 嘉賓                                             |
| ---- | -------- | ------------------------------------------------ |
| EP1  | 7月28日  | 2007快乐男声（陈楚生、苏醒、王栎鑫、张远、陆虎） |
| EP1  | 7月28日  | 2009快乐女声（江映蓉、黄英、李霄云、刘惜君）     |
| EP2  | 8月4日   | R1SE                                             |
| EP2  | 8月4日   | 草蜢乐队                                         |
| EP3  | 8月11日  | 火箭少女101（Yamy、Sunnee、李紫婷）              |
| EP3  | 8月11日  | 声入人心（蔡程昱、鞠红川、张超）                 |
| EP4  | 8月18日  | 大张伟                                           |
| EP4  | 8月18日  | 张信哲                                           |
| EP5  | 8月25日  | 毛不易                                           |
| EP5  | 8月25日  | 范丞丞                                           |

## 每集內容

### 常规赛
- 歌手 (合唱團團長)：曲目

EP 01：
- 2007快乐男声（陈楚生、苏醒、王栎鑫、张远、陆虎）(劉美含)：我最闪亮（勝出）
- 2009快乐女声（江映蓉、黄英、李霄云、刘惜君） (二毛)：Baby Sister

EP 02：
- R1SE (胡浩帆)：喊出我的名字（勝出）
- 草蜢乐队 (吉傑)：忘情森巴舞 失恋阵线联盟

EP 03：
- 火箭少女101（Yamy、Sunnee、李紫婷）(高秋梓)：荣誉星球卡路里（勝出）
- 声入人心（蔡程昱、鞠红川、张超） (王喬)：光之心

EP 04：
- 大张伟 (沈凌)：世上可爱的歌儿 倍儿爽 阳光彩虹小白马（勝出）
- 张信哲 (於莎莎)：有情世间

EP 05：
- 毛不易 (大王)：消愁（勝出）
- 范丞丞 (黄新淳)：Straight 哑剧

### 回馈舞台
EP 06：
- R1SE : R1SE
- 毛不易 : 东北民谣
- 范丞丞 : Dip Out
- 声入人心（蔡程昱、鞠红川、张超）: 不说再见
- 草蜢乐队 : 永远爱着你
- 江映蓉 : 24/7
- 李霄云: 逻伯特
- 黄英 : 传承之花
- 刘惜君 : 不了了知
- 大张伟 : 傻了吧
- 张信哲 : 太想爱你
- 李紫婷 : 红色高跟鞋
- Yamy : 别人家的小孩
- Sunnee :木兰说
- 火箭少女101（Yamy、Sunnee、李紫婷）: Light
- 2007快乐男声（陈楚生、苏醒、王栎鑫、张远、陆虎）: 少年

### 终极合唱夜
- R1SE : 谁都别吝啬
- 毛不易 : 盛夏（300终极合唱团）
- 大张伟 : 哪吒闹
- 火箭少女101 : 飒小姐 生而为赢
- 2007快乐男声（陈楚生、苏醒、王栎鑫、张远、陆虎）: 平凡之路